# الدوري البحريني الممتاز 2023-24
الدوري البحريني الممتاز 2023-2024 المعروف أيضا باسم دوري ناصر بن حمد الممتاز 2023-2024 هو النسخة السابعة والستون من الدوري البحريني الممتاز وهو أعلى دوري كرة قدم في البحرين منذ 1956.
بدأ الخالدية كحامل للقب في الموسم الماضي. النجمة والبسيتين صعدا من الدرجة الثانية.

## الفرق
شارك في هذه البطولة اثنا عشر فريق منها عشرة فرق من الموسم الماضي الذين احتلوا المراكز من الأول إلى العاشر وهم (حسب ترتيب الموسم الماضي) الخالدية، المنامة، المحرق، الرفاع، سترة، الأهلي، الحد، الشباب، الرفاع الشرقي، والحالة بالإضافة إلى الفريقين اللذين احتلا المركزين الأول والثاني في دوري الدرجة الثانية في الموسم السابق وهما النجمة والبسيتين اللذين حلا مكان الهابطين البحرين والبديع.

### تغييرات الفرق
| الصعود من دوري الدرجة الثانية 2022-23 | الهبوط من دوري الدرجة الممتازة 2022-23 |
| ------------------------------------- | -------------------------------------- |
| النجمة البسيتين                       | البحرين البديع                         |

### عدد الفرق حسب المحافظة
على مستوى المحافظات فإن محافظة العاصمة خمسة فرق وهي المنامة وسترة والأهلي والشباب والنجمة ومحافظة المحرق يمثلها أربعة فرق وهي المحرق والحد والحالة والبسيتين ويمثل المحافظة الجنوبية ثلاث فرق وهي الرفاع والخالدية والرفاع الشرقي ولا يمثل المحافظة الشمالية أي فريق.
| م | المحافظة | العدد | الفرق                                     |
| - | -------- | ----- | ----------------------------------------- |
| 1 | العاصمة  | 5     | الأهلي - سترة - الشباب - المنامة - النجمة |
| 2 | المحرق   | 4     | البسيتين - الحالة - الحد - المحرق         |
| 3 | الجنوبية | 3     | الخالدية - الرفاع - الرفاع الشرقي         |
| 4 | الشمالية | 0     | -                                         |

### الملاعب
| الملعب                    | المدينة    | المحافظة | السعة  |
| ------------------------- | ---------- | -------- | ------ |
| ستاد البحرين الوطني       | الرفاع     | الجنوبية | 35٬000 |
| ملعب مدينة خليفة الرياضية | مدينة عيسى | الجنوبية | 20٬000 |
| ستاد المحرق               | عراد       | المحرق   | 10٬000 |
| ملعب الأهلي               | بوغزال     | العاصمة  | 10٬000 |
| ملعب مدينة حمد            | مدينة حمد  | الشمالية | 800    |

## المدربون والرعاة
| الفريق        | المدرب                                                    | الكابتن         | صانع القميص | راعي اللباس              |
| ------------- | --------------------------------------------------------- | --------------- | ----------- | ------------------------ |
| الخالدية      | ميلود حمدي (1-8) علي عاشور (9-)                           | مهدي الحميدان   | بوما        | مجموعة الساية            |
| المنامة       | علي عاشور (1-3) عادل النعيمي (4-)                         | أحمد موسى       | ماكرون      |                          |
| المحرق        | جمال خشارم (1-5) محمد الشملان (6-)                        | سيد محمد جعفر   | ماكرون      | دي إتش إل إكسبريس        |
| الرفاع        | هشام الماحوزي                                             | كميل الأسود     | جاكو        |                          |
| سترة          | عبد العزيز عبدو (1-3) محمد الشملان (4-5) أحمد الدخيل (6-) |                 | ماكرون      |                          |
| الأهلي        | هيثم جطل (1-3) ناندينيو (4-)                              | عباس عياد       | ماكرون      | تويوتا                   |
| الحد          | عيسى السعدون (1-8) محمد عدنان (9-12) إبراهيم حلمي (13-)   | طلال الشروقي    | ماكرون      | مجموعة جي إف إتش المالية |
| الشباب        | علي عبد المجيد                                            | حسين القصاب     | زيوس        | كلاودي هاوس              |
| الرفاع الشرقي | إبراهيم حلمي (1-8) إسماعيل كرامي (9-)                     |                 |             |                          |
| الحالة        | ياسر رضوان (1-20) يوسف عامر (21-)                         | إبراهيم الحايكي | ماكرون      |                          |
| النجمة        | إسماعيل كرامي (1-8) أحمد عيسى (9-)                        |                 | ماكرون      |                          |
| البسيتين      | علي عامر                                                  |                 |             |                          |

## تغييرات المدربين
| الفريق        | المدرب الراحل      | طريقة الرحيل         | تاريخ الرحيل   | المركز           | المدرب القادم   | تاريخ التعيين  |
| ------------- | ------------------ | -------------------- | -------------- | ---------------- | --------------- | -------------- |
| الرفاع        | ماريو روزاس        | انتهاء العقد         | 9 مايو 2023    | قبل بداية الموسم | هشام الماحوزي   | 14 مايو 2023   |
| الشباب        | هشام الماحوزي      | انتهاء العقد         | 13 مايو 2023   | قبل بداية الموسم | علي عبد المجيد  | 6 يونيو 2023   |
| الحد          | محمد الشملان       | انتهاء العقد         | 9 مايو 2023    | قبل بداية الموسم | عيسى السعدون    | 16 مايو 2023   |
| المحرق        | ناصيف البياوي      | انتهاء العقد         | 4 يونيو 2023   | قبل بداية الموسم | جمال خشارم      | 16 يوليو 2023  |
| الأهلي        | علي صنقور          | انتهاء العقد         | 30 يونيو 2023  | قبل بداية الموسم | هيثم جطل        | 12 يوليو 2023  |
| المنامة       | هيثم جطل           | استقالة              | 30 يونيو 2023  | قبل بداية الموسم | علي عاشور       | 1 يوليو 2023   |
| الخالدية      | داليبور ستاركيفيتش | انتهاء العقد         | 30 يونيو 2023  | قبل بداية الموسم | ميلود حمدي      | 6 يوليو 2023   |
| سترة          | مرجان عيد          | انتهاء العقد         | 30 يونيو 2023  | قبل بداية الموسم | عبد العزيز عبدو | 11 يوليو 2023  |
| سترة          | عبد العزيز عبدو    | إقالة                | 10 أكتوبر 2023 | 11               | محمد الشملان    | 12 أكتوبر 2023 |
| الأهلي        | هيثم جطل           | فسح العقد            | 10 أكتوبر 2023 | 9                | ناندينيو        | 17 أكتوبر 2023 |
| المنامة       | علي عاشور          | الانفصال بالتراضي    | 17 أكتوبر 2023 | 7                | عادل النعيمي    | 17 أكتوبر 2023 |
| المحرق        | جمال خشارم         | إقالة                | 5 نوفمبر 2023  | 9                | محمد الشملان    | 6 نوفمبر 2023  |
| سترة          | محمد الشملان       | استقالة              | 5 نوفمبر 2023  | 11               | أحمد الدخيل     | 8 نوفمبر 2023  |
| النجمة        | إسماعيل كرامي      | استقالة              | 4 ديسمبر 2023  | 4                | أحمد عيسى       | 6 ديسمبر 2023  |
| الخالدية      | ميلود حمدي         | فك الارتباط بالتراضي | 12 ديسمبر 2023 | 2                | علي عاشور       | 12 ديسمبر 2023 |
| الحد          | عيسى السعدون       | إقالة                | 12 ديسمبر 2023 | 11               | محمد عدنان      | 15 ديسمبر 2023 |
| الرفاع الشرقي | إبراهيم حلمي       | إقالة                | 15 ديسمبر 2023 | 4                | إسماعيل كرامي   | 15 ديسمبر 2023 |
| الحد          | محمد عدنان         | إقالة                | 20 فبراير 2024 | 12               | إبراهيم حلمي    | 20 فبراير 2024 |
| الحالة        | ياسر رضوان         | إنهاء بالتراضي       | 11 مايو 2024   | 11               | يوسف عامر       | 11 مايو 2024   |

## اللاعبون الأجانب
| الفريق        | الأجنبي 1        | الأجنبي 2       | الأجنبي 3          | الأجنبي 4       | الأجنبي 5        | أجنبي مقيم | سابقون                                                                                    |
| ------------- | ---------------- | --------------- | ------------------ | --------------- | ---------------- | --- | ----------------------------------------------------------------------------------------- |
| الخالدية      | دومينيك مندي     | طارق بو عبطة    | ضرغام إسماعيل      | غليسون دي سوزا  | سامي فريوي       | سليم أكعابا محمد الغرابلي عثمان الحاج سيدينا دابو لويز فرناندو زهير مترجي بدر بشير سيف عصام الدين لوكاس ساليناس | وليد الطيب أيمن الحرزي مليك رياح                                                          |
| المنامة       | فايز الرشيدي     | محمد الحبسي     | إلفينيو            | فاكوندو توباريس | تياغينيو         | أحمد عمار فرانك كوني                                                                                            | ويسلين جونيور                                                                             |
| المحرق        | وليد القروي      | فراس شواط       | نسيم هنيد          | سفيان مهروق     | فيليبي سارايفا   | زاهر الأغبري خليفة اللافي                                                                                       | شريف جونيور عمران فضي محمد الطرابلسي ناصر الغواشي                                         |
| الرفاع        | محمد عنز         | فينيسيوس فارغاس | ياسين بن منصور     | جاكو            | أيمن الحرزي      | لازار دجوردجيفيتش                                                                                               | إرنست بارفو جويل فينيسيوس مجدي العطار                                                     |
| سترة          | ألكسندر أمبونساه | أمير روستائي    | إبراهيم أبو اليزيد | أموس أتشيمبونغ  | أبوليناير كاك    | عبد الواسع المطري قطب الدين محمد خوسيه ساردون                                                                   | خليفة اللافي عثمان سيدو                                                                   |
| الأهلي        | خوناس راماليو    | فواز بوادقجي    | ويلينغتون ماتشادو  | جيفا            | داريو فريديريكو  | علي دومبيا جواو سيلفا                                                                                           | فيديريكو بيكورو جونيور نجيدي غوستافينيو كامل حميشة جيترسون                                |
| الحد          | طارق كادا        | تاليسون دوارتي  | ورد السلامة        | طلال الهواري    | جاك ثيموبيليه    | برينس أغريه نواف عبد الله تاليسون دوارتي حمزة الهمامي إسماعيل الكرايعي                                          | لمجد عامر محمد الغنيمي موسى داو محمد فارس محمد التكبالي بدر بشير عبد الفتاح بشير أتون جوب |
| الشباب        | عبد الوهاب عنان  | لوكاس لوبيز     | روميو              | ماتيوس توتو     | أديوالي أولوفادي | موسى كامارا | جاكو أديلسون لازارو كريسينسيو                                                             |
| الرفاع الشرقي | إيبرت كاردوسو    | فنسنت إيمانويل  | علي ناصر           | فارس غطاشة      | جيروم إتامي      | أحمد الكوري حمزة عبد الله                                                                                       | فيليبي هيريدا                                                                             |
| الحالة        | يحيى إنفاهي      | غودويل تشيا     | دانييل أسانتي      | إبراهيم خوجلي   | جمعة جالو        | هارون الزبيدي محمد سالم بونيرا توري رايان جوزيف أنساه أوكران إيدان عبد الفتاح بشير                              | محمد بوتشي أفيز أواكان قطب الدين محمد                                                     |
| النجمة        | علي كامل         | يعقوب ديارا     | جونينيو            | ألين إيينغا     | فلوريان ديفيد    | أحمد كامل علي عمر                                                                                               | غوستافو فيليبي معتصم إسكندر ألان خيمينيز عمر الداحي                                       |
| البسيتين      | مامادو دياوارا   | روبينيو         | نور الدين بن سعدون | ديلان بهمبولا   | فيصل الحدادي     | عبد المالك بندلال مهندي قنوط علي بشماني محمد فارس فابيو غاما                                                    | روبسون دا سيلفا ألاسان ديوب                                                               |

## الانتقالات
- الانتقالات الصيفية 2023
- الانتقالات الشتوية 2024

## النتائج

### جدول الترتيب
| م  | الفريق        | لعب | ف  | ت  | خ  | أ.له | أ.ع | أ.ف | نقاط | التأهل أو الهبوط                                      |
| -- | ------------- | --- | -- | -- | -- | ---- | --- | --- | ---- | ----------------------------------------------------- |
| 1  | الخالدية      | 22  | 12 | 8  | 2  | 45   | 18  | +27 | 44   | التأهل إلى دور المجموعات في دوري أبطال آسيا 2 2024-25 |
| 2  | الرفاع        | 22  | 10 | 7  | 5  | 35   | 26  | +9  | 37   |                                                       |
| 3  | المحرق        | 22  | 9  | 10 | 3  | 40   | 28  | +12 | 37   |                                                       |
| 4  | الأهلي        | 22  | 9  | 6  | 7  | 32   | 30  | +2  | 33   |                                                       |
| 5  | المنامة       | 22  | 9  | 6  | 7  | 28   | 26  | +2  | 33   |                                                       |
| 6  | النجمة        | 22  | 7  | 6  | 9  | 40   | 43  | −3  | 27   |                                                       |
| 7  | الشباب        | 22  | 7  | 6  | 9  | 28   | 33  | −5  | 27   |                                                       |
| 8  | سترة          | 22  | 5  | 11 | 6  | 29   | 33  | −4  | 26   |                                                       |
| 9  | الحد (R)      | 22  | 6  | 8  | 8  | 29   | 33  | −4  | 26   | التأهل إلى ملحق الهبوط                                |
| 10 | الرفاع الشرقي | 22  | 6  | 8  | 8  | 27   | 29  | −2  | 26   | التأهل إلى ملحق الهبوط                                |
| 11 | الحالة (R)    | 22  | 6  | 2  | 14 | 17   | 41  | −24 | 20   | الهبوط إلى الدرجة الثانية                             |
| 12 | البسيتين (R)  | 22  | 4  | 6  | 12 | 26   | 37  | −11 | 18   | الهبوط إلى الدرجة الثانية                             |

### الترتيب حسب الجولة
| الفريق ╲ الجولة | 1        | 2  | 3  | 4  | 5  | 6  | 7  | 8  | 9  | 10 | 11 | 12 | 13 | 14 | 15 | 16 | 17 | 18 | 19 | 20 | 21 | 22 |   |
| --------------- | -------- | -- | -- | -- | -- | -- | -- | -- | -- | -- | -- | -- | -- | -- | -- | -- | -- | -- | -- | -- | -- | -- | - |
| الفريق ╲ الجولة | الخالدية | 1  | 4  | 2  | 1  | 1  | 1  | 1  | 2  | 3  | 3  | 2  | 2  | 2  | 2  | 1  | 1  | 1  | 1  | 1  | 1  | 1  | 1 |
| الرفاع          | 6        | 3  | 4  | 4  | 3  | 4  | 5  | 3  | 2  | 1  | 1  | 1  | 1  | 1  | 2  | 2  | 2  | 2  | 2  | 3  | 2  | 2  |   |
| المحرق          | 3        | 6  | 6  | 6  | 9  | 7  | 6  | 6  | 5  | 4  | 3  | 3  | 3  | 3  | 3  | 3  | 3  | 3  | 3  | 2  | 3  | 3  |   |
| الأهلي          | 7        | 7  | 9  | 8  | 10 | 6  | 4  | 1  | 1  | 2  | 4  | 4  | 4  | 4  | 5  | 4  | 4  | 4  | 4  | 4  | 4  | 4  |   |
| المنامة         | 2        | 8  | 7  | 7  | 8  | 11 | 8  | 9  | 9  | 6  | 8  | 6  | 6  | 6  | 4  | 5  | 5  | 5  | 6  | 5  | 5  | 5  |   |
| النجمة          | 7        | 5  | 3  | 2  | 2  | 2  | 3  | 5  | 6  | 8  | 5  | 5  | 5  | 8  | 6  | 6  | 6  | 6  | 5  | 6  | 6  | 6  |   |
| الشباب          | 12       | 9  | 8  | 9  | 6  | 9  | 9  | 10 | 11 | 10 | 10 | 10 | 11 | 11 | 8  | 9  | 7  | 9  | 9  | 10 | 8  | 7  |   |
| سترة            | 11       | 12 | 11 | 11 | 11 | 8  | 11 | 8  | 7  | 7  | 9  | 9  | 7  | 7  | 9  | 8  | 8  | 7  | 7  | 7  | 7  | 8  |   |
| الحد            | 9        | 11 | 12 | 10 | 5  | 10 | 10 | 11 | 10 | 11 | 12 | 12 | 12 | 12 | 11 | 10 | 11 | 11 | 11 | 8  | 9  | 9  |   |
| الرفاع الشرقي   | 4        | 1  | 1  | 3  | 4  | 3  | 2  | 4  | 4  | 5  | 6  | 7  | 9  | 10 | 12 | 11 | 12 | 8  | 8  | 9  | 10 | 10 |   |
| الحالة          | 5        | 2  | 5  | 5  | 7  | 5  | 7  | 7  | 8  | 9  | 7  | 8  | 8  | 5  | 7  | 7  | 9  | 10 | 10 | 11 | 11 | 11 |   |
| البسيتين        | 10       | 10 | 10 | 12 | 12 | 12 | 12 | 12 | 12 | 12 | 11 | 11 | 10 | 9  | 10 | 12 | 10 | 12 | 12 | 12 | 12 | 12 |   |

### جدول النتائج
| المضيف \ الضيف | الأهلي | البسيتين | الحالة | الحد | الخالدية | الرفاع | الرفاع الشرقي | سترة | الشباب | المحرق | المنامة | النجمة |
| -------------- | ------ | -------- | ------ | ---- | -------- | ------ | ------------- | ---- | ------ | ------ | ------- | ------ |
| الأهلي         | —      | 2–2      | 1–2    | 3–3  | 0–1      | 2–1    | 1–0           | 3–1  | 0–1    | 2–2    | 0–0     | 2–0    |
| البسيتين       | 0–2    | —        | 2–1    | 2–2  | 1–2      | 1–3    | 1–3           | 2–2  | 1–1    | 2–1    | 1–3     | 2–3    |
| الحالة         | 0–3    | 1–0      | —      | 0–2  | 1–3      | 1–2    | 1–0           | 1–2  | 0–1    | 1–2    | 0–0     | 0–5    |
| الحد           | 0–1    | 2–1      | 2–0    | —    | 0–0      | 1–4    | 1–1           | 3–5  | 1–0    | 1–2    | 0–2     | 2–1    |
| الخالدية       | 7–1    | 1–0      | 7–0    | 1–1  | —        | 1–1    | 3–2           | 4–1  | 2–2    | 0–0    | 0–0     | 4–2    |
| الرفاع         | 1–2    | 1–0      | 2–0    | 0–0  | 1–0      | —      | 0–1           | 1–1  | 3–1    | 3–2    | 1–2     | 2–2    |
| الرفاع الشرقي  | 2–1    | 1–3      | 0–0    | 1–3  | 3–0      | 1–1    | —             | 1–1  | 1–1    | 2–2    | 2–1     | 0–1    |
| سترة           | 1–0    | 1–1      | 1–0    | 1–1  | 0–2      | 0–1    | 1–1           | —    | 2–2    | 2–3    | 1–2     | 1–1    |
| الشباب         | 1–1    | 3–2      | 0–1    | 1–0  | 0–1      | 4–2    | 1–2           | 1–2  | —      | 3–2    | 0–2     | 2–1    |
| المحرق         | 1–1    | 0–0      | 3–1    | 3–2  | 1–1      | 1–1    | 2–2           | 1–1  | 3–0    | —      | 3–1     | 2–1    |
| المنامة        | 2–3    | 2–1      | 1–2    | 0–0  | 0–4      | 0–1    | 2–0           | 0–0  | 1–1    | 0–3    | —       | 3–2    |
| النجمة         | 2–1    | 0–1      | 2–4    | 4–2  | 1–1      | 3–3    | 2–1           | 2–2  | 3–2    | 1–1    | 1–4     | —      |

## ملحق الهبوط
في هذه النسخة من تصفيات الهبوط ينضم الفريقان التاسع والعاشر في الدوري البحريني الممتاز إلى الفريقين صاحبي المركزين الثالث والرابع من دوري الدرجة الثانية البحريني 2023-24 في مرحلة المجموعات المكونة من أربعة فرق حيث يتواجد كل فريق. يلعب كل منهما مع الآخر مرة واحدة. سيشارك أفضل فريقين في المجموعة للعب في نسخة 2024–25 من الدوري البحريني الممتاز وسيشارك أسوأ فريقين في المجموعة للعب في نسخة 2024–25 من دوري الدرجة الثانية البحريني. أقيمت تصفيات الهبوط من 23 إلى 31 مايو 2024.

### جدول الترتيب
| م | الفريق        | لعب | ف | ت | خ | أ.له | أ.ع | أ.ف | نقاط | التأهل أو الهبوط                     |
| - | ------------- | --- | - | - | - | ---- | --- | --- | ---- | ------------------------------------ |
| 1 | المالكية      | 3   | 2 | 1 | 0 | 8    | 4   | +4  | 7    | Promotion to الدوري البحريني الممتاز |
| 2 | الرفاع الشرقي | 3   | 2 | 1 | 0 | 6    | 3   | +3  | 7    | Promotion to الدوري البحريني الممتاز |
| 3 | الحد          | 3   | 1 | 0 | 2 | 4    | 6   | −2  | 3    | Relegation to دوري الدرجة الثانية    |
| 4 | الاتحاد       | 3   | 0 | 0 | 3 | 2    | 7   | −5  | 0    | Relegation to دوري الدرجة الثانية    |

### النتائج
| المضيف \ الضيف | الاتحاد | الحد | الرفاع الشرقي | المالكية |
| -------------- | ------- | ---- | ------------- | -------- |
| الاتحاد        | —       |      | 0–2           |          |
| الحد           | 2–1     | —    |               | 1–3      |
| الرفاع الشرقي  |         | 2–1  | —             | 2–2      |
| المالكية       | 3–1     |      |               | —        |

## إحصائيات الموسم

### قائمة الهدافين
آخر تحديث 20 مايو 2024.
| الترتيب | اللاعب (النادي) | الأهداف |
| ------- | --- | ------- |
| 1       | جونينيو (النجمة) | 22      |
| 2       | أمير روستائي (سترة) روميو (الشباب) | 10      |
| 3       | جاك ثيموبيليه (الحد) تياغو أوغوستو (الرفاع الشرقي) | 9       |
| 4       | عبد الله الحشاش (الأهلي) دومينيك مندي (الخالدية) كميل الأسود (الرفاع) حسين عبد الكريم (المحرق) إبراهيم الختال فاكوندو توباريس (المنامة) | 8       |
| 5       | مهدي عبد الجبار (الخالدية) | 7       |
| 6       | سامي فريوي (الخالدية) عبد الواسع المطري (سترة) جاكو (الشباب) فراس شواط (المحرق) | 6       |
| 7       | صالح الزبيدي مامادو دياوارا (البسيتين) محمد سالم (الحالة) إسماعيل عبد اللطيف غليسون دي سوزا (الخالدية) فينيسيوس فارغاس (الرفاع) ماتيوس توتو (الشباب) أحمد الشروقي (المحرق) محمد الرميحي (النجمة) | 5       |
| 8       | ضرغام إسماعيل (الخالدية) هاشم سيد عيسى (الرفاع) سامي الحسيني فارس غطاشة (الرفاع الشرقي) سفيان مهروق عبد الوهاب المالود (المحرق) | 4       |
| 9       | جمال راشد جواو بيدرو علي دومبيا (الأهلي) روبسون دا سيلفا (البسيتين) دانييل أسانتي (الحالة) كميل العظم (الحد) زهير مترجي لوكاس ساليناس (الخالدية) عبد العزيز خالد علي حسن (الرفاع) جاسم خليف (الرفاع الشرقي) ألكسندر أمبونساه (سترة) حسن محمد فيليبي سارايفا (المحرق) إيلفينيو تياغينيو (المنامة) | 3       |
| 10      | جيفا سيد محمد أمين سيد مهدي شرف (الأهلي) ديلان بهمبولا عبد المالك بندلال فيصل الحدادي علي بسام عيسى جهاد (البسيتين) عيسى موسى (النجمة 1 + البسيتين 1) جوزيف أنساه جوماي جالو (الحالة) أحمد فلامرزي إسماعيل الكرايعي برينس أغريه تاليسون دوارتي (الحد) علي عبد الله (الخالدية) جويل فينيسيوس محمد عنز هزاع علي (الرفاع) أحمد كوري جيروم إتامي سالم الدوسري (الرفاع الشرقي) سونغالو عيسى عبد الكريم ديارا (سترة) فيصل بودهوم لوكاس لوبيز (الشباب) وليد القروي (المحرق) أحمد موسى (المنامة) عمر الداحي فلوريان ديفيد محمد عبد الوهاب محمد عيد (النجمة) | 2       |
| 11      | حسن مدن سيد قاسم أحمد عباس العصفور غوستافينيو محمد الشامسي ويلينغتون ماتشادو (الأهلي) فابيو غاما هيليرسون (البسيتين) أوكران إيدان عبد الفتاح بشير علي جمال محمود الحايكي هارون الزبيدي (الحالة) طلال الشروقي عبد الله العجمي عدنان فواز علي منير نواف عبد الله هشام منصور ورد السلامة (الحد) أحمد بوغمار طارق بو عبطة (الخالدية) أيمن الحرزي جاسم الشيخ سيد مهدي باقر علي حرم مجدي العطار (الرفاع) محمد دعيج (الرفاع الشرقي) أحمد صالح سند أديوالي أولوفادي المصطفى عبد الصمد حمزة عبد الله خليفة عيسى عبد الكريم عمر علي العصفور (سترة) سيد محمود الموسوي عبد الوهاب عنان (الشباب) حمزة الجبن زاهر الأغبري عبد الله الخلاصي مبارك محمد ناصر الغواشي (المحرق) سالم حسين عمر دعيج ويسلين جونيور (المنامة) ألين إيينغا عبد الله نمر عبد الله ياسر (النجمة) | 1       |

#### الهاتريك
آخر تحديث 8 مارس 2024.
| اللاعب          | لصالح    | ضد     | النتيجة         | التاريخ        | الجولة |
| --------------- | -------- | ------ | --------------- | -------------- | ------ |
| دومينيك مندي    | الخالدية | الأهلي | 1-7 (على الأرض) | 8 أكتوبر 2023  | 3      |
| حسين عبد الكريم | المحرق   | الحد   | 2-3 (على الأرض) | 13 فبراير 2024 | 3      |
| جونينيو         | النجمة   | الرفاع | 3-3 (على الأرض) | 8 مارس 2024    | 3      |

### صناعة الأهداف
آخر تحديث 26 ديسمبر 2023.
| الترتيب | اللاعب (النادي) | الأهداف |
| ------- | --- | ------- |
| 1       | جمال راشد (الأهلي) مهدي الحميدان (الخالدية) | 7       |
| 2       | أحمد الشروقي (المحرق) | 6       |
| 3       | برينس أغريه (الحد) عبد الواسع المطري (سترة) جونينيو (النجمة) | 5       |
| 4       | أمير روستائي (سترة) | 4       |
| 5       | عباس عياد (الأهلي) غليسون دي سوزا (الخالدية) جاسم الشيخ فينيسيوس فارغاس (الرفاع) سامي الحسيني (الرفاع الشرقي) فيصل بودهوم (الشباب) سفيان مهروق (المحرق) إيلفينيو (المنامة) عيسى موسى محمد الرميحي (النجمة) | 3       |
| 6       | غوستافينيو (الأهلي) علي بسام عيسى جهاد (البسيتين) جوماي جالو (الحالة) أتون جوب محمد مصبح (الحد) ضرغام إسماعيل (الخالدية) أيمن الحرزي دومينيك مندي (الخالدية) كميل الأسود هزاع علي (الرفاع) جيروم إتامي فارس غطاشة (الرفاع الشرقي) حسين القصاب عبد الوهاب عنان (الشباب) عمران فضي ناصر الغواشي (المحرق) إبراهيم الختال أحمد موسى مهدي عبد اللطيف (المنامة) عبد الله نمر (النجمة) | 2       |
| 7       | باقر العصفور عبد الله الحشاش فيصل غازي ويلينغتون ماتشادو (الأهلي) أحمد راشد إبراهيم خوجلي أفيز أواكان حسين حاجي (الحالة) جاك ثيموبيليه حمزة الهمامي محمد فارس (الحد) إسماعيل عبد اللطيف محمد الحردان (الخالدية) حسين العكري سيد رضا عيسى عبد العزيز خالد علي حسن مجدي العطار (الرفاع) أحمد عبد الله أحمد كوري إيبرت كاردوسو تياغو أوغوستو حسين الخياط حمزة عبد الله سالم الدوسري عدنان فواز (الرفاع الشرقي) جاكو خليفة عيسى علي العصفور عمر عبد الباسط (سترة) أليسون روميو سيد جواد حيدر علي محمد (الشباب) حسن الكراني مبارك محمد وليد الحيام وليد القروي (المحرق) تياغينيو فاكوندو توباريس محمد دعيج ويسلين جونيور يونس موسى (المنامة) إبراهيم الوالي أحمد كامل عبد الله ياسر محمد عبد الوهاب (النجمة) | 1       |

### الشباك النظيفة
آخر تحديث 19 مايو 2024.
| الترتيب | اللاعب (النادي) | الأهداف |
| ------- | --- | ------- |
| 1       | عمار محمد (الخالدية) فايز الرشيدي (المنامة)                                                                                       | 8       |
| 2       | إبراهيم لطف الله (الأهلي) علي خليفة (الحد)                                                                                        | 6       |
| 3       | غودويل تشيا (الحالة) سيد محمد جعفر (المحرق)                                                                                       | 4       |
| 4       | عبد الكريم فردان (الرفاع) | 3       |
| 5       | سيد محسن علي (البسيتين) عبد الله افريح (الرفاع) علي عيسى (الرفاع الشرقي) يوسف حبيب (سترة) حمد الدوسري (الشباب) أشرف وحيد (النجمة) | 2       |
| 6       | عثمان سيدو (الحالة) محمد الغرابلي (الخالدية) محمود العجيمي (الرفاع) إياد ناصر (الرفاع الشرقي) عباس أحمد (سترة)                    | 1       |

### أفضل لاعب في الجولة
| - الجولة الأولى: إبراهيم الختال (المنامة) - الجولة الثانية: كميل الأسود (الرفاع) - الجولة الثالثة: كميل الأسود (الرفاع) - الجولة الرابعة: طلال الشروقي (الحد) - الجولة الخامسة: حمد الدوسري (الشباب) - الجولة السادسة: إياد ناصر (الرفاع الشرقي) - الجولة السابعة: - الجولة الثامنة: تشاي غودويل (الحالة) - الجولة التاسعة: جيفا (الأهلي) - الجولة العاشرة: أشرف وحيد (النجمة) - الجولة الحادية عشر: زهير مترجي (الخالدية) | - الجولة الثانية عشر: حسين عبد الكريم (المحرق) - الجولة الثالثة عشر: عيسى موسى (البسيتين) - الجولة الرابعة عشر: - الجولة الخامسة عشر: أحمد الشروقي (المحرق) - الجولة السادسة عشر: عبد الله العجمي (الحد) - الجولة السابعة عشر: دومينيك مندي (الخالدية) - الجولة الثامنة عشر: تياغينيو (المنامة) - الجولة التاسعة عشر: عمار محمد (الخالدية) - الجولة العشرون: عبد الواسع المطري (سترة) - الجولة الحادية والعشرون: فارس غطاشة (الرفاع الشرقي) - الجولة الثانية والعشرون: |

### أجمل هدف في الجولة
| - الجولة الأولى: إبراهيم الختال (المنامة) - الجولة الثانية: جاكو (الشباب) - الجولة الثالثة: ناصر الغواشي (المحرق) - الجولة الرابعة: جاك ثيموبيلي (الحد) - الجولة الخامسة: جاكو (الشباب) - الجولة السادسة: جيروم إتامي (الرفاع الشرقي) - الجولة السابعة: عبد الوهاب عنان (الشباب) - الجولة الثامنة: عبد الوهاب المالود (المحرق) - الجولة التاسعة: إبراهيم الختال (المنامة) - الجولة العاشرة: سيد مهدي شرف (الأهلي) - الجولة الحادية عشر: غليسون دي سوزا (الخالدية) | - الجولة الثانية عشر: جونينيو (النجمة) - الجولة الثالثة عشر: ماتيوس توتو (الشباب) - الجولة الرابعة عشر: فابيو غاما (البسيتين) - الجولة الخامسة عشر: كميل الأسود (الرفاع) - الجولة السادسة عشر: عبد الله العجمي (الحد) - الجولة السابعة عشر: ضرغام إسماعيل (الخالدية) - الجولة الثامنة عشر: جونينيو (النجمة) - الجولة التاسعة عشر: سامي فريوي (الخالدية) - الجولة العشرون: عبد الله الخلاصي (المحرق) - الجولة الحادية والعشرون: جونينيو (النجمة) - الجولة الثانية والعشرون: تياغينيو (المنامة) |

### أفضل مدرب في الجولة
| - الجولة الأولى: إسماعيل كرامي (النجمة) - الجولة الثانية: ياسر رضوان (الحالة) - الجولة الثالثة: هشام الماحوزي (الرفاع) - الجولة الرابعة: ناندينيو (الأهلي) - الجولة الخامسة: محمد الشملان (سترة) - الجولة السادسة: إبراهيم حلمي (الرفاع الشرقي) - الجولة السابعة: - الجولة الثامنة: أحمد الدخيل (سترة) - الجولة التاسعة: ناندينيو (الأهلي) - الجولة العاشرة: علي عبد المجيد (الشباب) - الجولة الحادية عشر: علي عاشور (الخالدية) | - الجولة الثانية عشر: محمد الشملان (المحرق) - الجولة الثالثة عشر: علي عامر (البسيتين) - الجولة الرابعة عشر: - الجولة الخامسة عشر: علي عبد المجيد (الشباب) - الجولة السادسة عشر: علي عاشور (الخالدية) - الجولة السابعة عشر: علي عامر (البسيتين) - الجولة الثامنة عشر: عادل النعيمي (الرفاع الشرقي) - الجولة التاسعة عشر: محمد الشملان (المحرق) - الجولة العشرون: إبراهيم حلمي (الحد) - الجولة الحادية والعشرون: علي عبد المجيد (الشباب) - الجولة الثانية والعشرون: |

### تشكيلة الجولة
| الجولة | اللاعب (النادي) |
| ------ | --- |
| 1      | الحراسة: تشاي غودويل (الحالة) الدفاع: أحمد ميرزا (الخالدية) علي دومبيا (الأهلي) عبد الله الهزاع (الخالدية) ضرغام إسماعيل (الخالدية) الوسط: إبراهيم الختال (المنامة) مهدي عبد اللطيف (المنامة) فينيسيوس فارغاس (الرفاع) فارس غطاشة (الرفاع الشرقي) سفيان مهروق (المحرق) الهجوم: مهدي عبد الجبار (الخالدية)     |
| 2      | الحراسة: إبراهيم لطف الله (الأهلي) الدفاع: عمر عبد الباسط (الحالة) ألين إيينغا (النجمة) وليد الحيام (المحرق) أحمد فلامرزي (الحد) الوسط: ويلينغتون ماتشادو (الأهلي) جيفا (الأهلي) كميل الأسود (الرفاع) محمد عبد الوهاب (النجمة) مجدي العطار (الرفاع) الهجوم: عبد الله الحشاش (الأهلي)                          |
| 3      | الحراسة: إياد ناصر (الرفاع الشرقي) الدفاع: أحمد بوغمار (الخالدية) ألين إيينغا (النجمة) حسين الخياط (الرفاع الشرقي) إيبرت كاردوسو (الرفاع الشرقي) الوسط: جونينيو (النجمة) دومينيك مندي (الخالدية) كميل الأسود (الرفاع) علي حرم (الرفاع) ناصر الغواشي (المحرق) الهجوم: محمد الرميحي (النجمة)                    |
| 4      | الحراسة: عبد الكريم فردان (الرفاع) الدفاع: عباس عياد (الأهلي) طلال الشروقي (الحد) حمد الشمسان (الرفاع) ضرغام إسماعيل (الخالدية) الوسط: علي حسن (الرفاع) جيفا (الأهلي) كميل الأسود (الرفاع) جاسم الشيخ (الرفاع) محمد الرميحي (النجمة) الهجوم: جاك ثيموبيلي (الحد)                                              |
| 5      | الحراسة: حمد الدوسري (الشباب) الدفاع: سيد رضا عيسى (الرفاع) ألين إيينغا (النجمة) سالم حسين (الشباب) هزاع علي (الرفاع) الوسط: أحمد صالح (سترة) حسين حاجي (الحالة) عبد الواسع المطري (سترة) حسين القصاب (الشباب) دانييل أسانتي (الحالة) الهجوم: جاكو (الشباب)                                                   |
| 6      | الحراسة: إياد ناصر (الرفاع الشرقي) الدفاع: فنسنت إيمانويل (الرفاع الشرقي) حسين الخياط (الرفاع الشرقي) عبد الله الهزاع (الخالدية) أحمد عبد الحميد (سترة) الوسط: برينس أغريه (الحد) خليفة عيسى (سترة) روبسون دا سيلفا (البسيتين) عباس العصفور (الأهلي) علي بشماني (البسيتين) الهجوم: عبد الله الحشاش (الأهلي)   |
| 7      | |
| 8      | الحراسة: تشاي غودويل (الحالة) الدفاع: محمد البناء (المحرق) أمين بنعدي (المحرق) خوناس راماليو (الأهلي) إبراهيم خوجلي (الحالة) الوسط: أحمد الشروقي (المحرق) كميل الأسود (الرفاع) خليفة عيسى (سترة) محمود الحايكي (الحالة) ويلينغتون ماتشادو (الأهلي) الهجوم: مامادو دياوارا (البسيتين)                          |
| 9      | الحراسة: إبراهيم لطف الله (الأهلي) الدفاع: عباس عياد (الأهلي) سيد محمد أمين (الأهلي) ألكسندر أمبونساه (سترة) أحمد عبد الله (الرفاع الشرقي) الوسط: إيلفينيو (المنامة) جيفا (الأهلي) سعد إدريس (الرفاع الشرقي) كميل الأسود (الرفاع) الهجوم: جاكو (الشباب) تياغو أوغوستو (الرفاع الشرقي)                         |
| 10     | الحراسة: أشرف وحيد (النجمة) الدفاع: محمد البناء (المحرق) سيد محمود الموسوي (الشباب) سيد مهدي باقر (الرفاع) عبد الله الخلاصي (المحرق) الوسط: أحمد الشروقي (المحرق) حسن الكراني (المحرق) دومينيك مندي (الخالدية) عبد الواسع المطري (سترة) الهجوم: سامي فريوي (الخالدية) فاكوندو توباريس (المنامة)               |
| 11     | الحراسة: محمد الغرابلي (الخالدية) الدفاع: عمر دعيج (المنامة) ألين إيينغا (النجمة) هارون الزبيدي (الحالة) ضرغام إسماعيل (الخالدية) الوسط: زاهر الأغبري (المحرق) دومينيك مندي (الخالدية) علي حسن (الرفاع) عبد الواسع المطري (سترة) زهير مترجي (الخالدية) الهجوم: تياغو أوغوستو (الرفاع الشرقي)                  |
| 12     | الحراسة: عبد الله الكعبي (البسيتين) الدفاع: بدر بشير (الخالدية) علي دومبيا (الأهلي) طلال الشروقي (الخالدية) هزاع علي (الرفاع) الوسط: غليسون دي سوزا (الخالدية) عباس العصفور (الأهلي) عبد الوهاب المالود (المحرق) إيلفينيو (المنامة) الهجوم: حسين عبد الكريم (المحرق) جونينيو (النجمة)                         |
| 13     | الحراسة: علي خليفة (الحد) الدفاع: حمزة الهمامي (الحد) عبد العزيز عارف (سترة) وليد الحيام (المحرق) هزاع علي (الرفاع) الوسط: عيسى موسى (البسيتين) ورد السلامة (الحد) عبد الوهاب المالود (المحرق) فيصل الحدادي (البسيتين) ديلان بهمبولا (البسيتين) الهجوم: ماتيوس توتو (الشباب)                                  |
| 14     | |
| 15     | الحراسة: حمد الدوسري (الشباب) الدفاع: عباس عياد (الأهلي) خوناس راماليو (الأهلي) عبد الله الهزاع (الخالدية) أحمد فلامرزي (الحد) الوسط: محمد الشامسي (الأهلي) دومينيك مندي (الخالدية) روميو (الشباب) الهجوم: أحمد الشروقي (المحرق) محمد الرميحي (النجمة) فاكوندو توباريس (المنامة)                              |
| 16     | الحراسة: عمار محمد عباس (الخالدية) الدفاع: أحمد ميرزا (الرفاع الشرقي) علي دومبيا (الأهلي) وليد الحيام (المحرق) ضرغام إسماعيل (الخالدية) الوسط: زهير مترجي (الخالدية) عبد الله العجمي (الحد) دومينيك مندي (الخالدية) سفيان مهروق (المحرق) الهجوم: حسين عبد الكريم (المحرق) جونينيو (النجمة)                    |
| 17     | الحراسة: حمد الدوسري (الشباب) الدفاع: علي عبد الله (الخالدية) سيد محمود الموسوي (الشباب) حمد الشمسان (الرفاع) ضرغام إسماعيل (الخالدية) الوسط: سامي الحسيني (الرفاع الشرقي) دومينيك مندي (الخالدية) سيدينا دابو (الخالدية) فيصل الحدادي (البسيتين) فينيسيوس فارغاس (الرفاع) الهجوم: ماتيوس توتو (الشباب)       |
| 18     | الحراسة: علي خليفة (الحد) الدفاع: عمر دعيج (المنامة) ألين إيينغا (النجمة) فنسنت إيمانويل (الرفاع الشرقي) إيبرت (الرفاع الشرقي) الوسط: حسن محمد (المحرق) محمد عبد الوهاب (النجمة) جاسم الشيخ (الرفاع) تياغينيو (المنامة) فارس غطاشة (الرفاع الشرقي) الهجوم: جونينيو (النجمة)                                   |
| 19     | الحراسة: عمار محمد (الخالدية) الدفاع: محمد البناء (المحرق) أمين بنعدي (المحرق) خليفة عيسى (المحرق) ضرغام إسماعيل (الخالدية) الوسط: عبد الله نمر (النجمة) عباس العصفور (الأهلي) عبد الوهاب المالود (المحرق) أحمد الشروقي (المحرق) الهجوم: حسين عبد الكريم (المحرق) سامي فريوي (الخالدية)                       |
| 20     | الحراسة: حمد الدوسري (الشباب) الدفاع: عباس عياد (الأهلي) خوناس راماليو (الأهلي) إبراهيم أبو اليزيد (سترة) عبد الله الخلاصي (المحرق) الوسط: عبد الكريم ديارا (سترة) عبد الواسع المطري (سترة) نواف عبد الله (الحد) إبراهيم الختال (المنامة) أحمد الشروقي (المحرق) الهجوم: تياغو أوغوستو (الرفاع الشرقي)         |
| 21     | الحراسة: علي عيسى (الرفاع الشرقي) الدفاع: فنسنت إيمانويل (الرفاع الشرقي) ألين إيينغا (النجمة) عبد الله شلال (الرفاع الشرقي) ضرغام إسماعيل (الخالدية) الوسط: فينيسيوس فارغاس (الرفاع) روميو (الشباب) موزيس أتيدي (سترة) عبد الواسع المطري (سترة) فارس غطاشة (الرفاع الشرقي) الهجوم: مهدي عبد الجبار (الخالدية) |

## تشكيلة الفريق البطل
| الخالدية |
| الحراس: سيد شبر علوي؛ عمار محمد؛ محمد الغرابلي. الدفاع: أحمد بوغمار؛ سيد ضياء سعيد؛ ضرغام إسماعيل؛ طارق بو عبطة؛ طلال الشروقي؛ عبد الله الهزاع؛ علي عبد الله؛ فيصل غازي؛ محمد الحردان؛ محمد عادل. الوسط: بدر بشير؛ دومينيك مندي؛ زهير مترجي؛ سيدينا دابو؛ صلاح الشيبة؛ غليسون دي سوزا؛ لويز فرناندو. الهجوم: إسماعيل عبد اللطيف؛ سامي فريوي؛ عثمان الحاج؛ لوكاس ساليناس؛ مهدي عبد الجبار. المدرب: علي عاشور. انتقل من الفريق خلال الموسم: إبراهيم العبيدلي (إلى الحد); أحمد ميرزا (إلى الرفاع الشرقي); أيمن الحرزي (إلى الرفاع); مليك رياح (إلى الرفاع الشرقي); مهدي الحميدان (إلى النصر); وليد الطيب. |